# Бунгур (приток Абы)
Бунгур — река в Кемеровской области России, протекает по Новокузнецкому району и Новокузнецку. Устье реки находится в 13 км от устья Абы по правому берегу. Длина реки составляет 20 км.

## Данные водного реестра
По данным государственного водного реестра России относится к Верхнеобскому бассейновому округу, водохозяйственный участок реки — Томь от истока до города Новокузнецк, без реки Кондома, речной подбассейн реки — Томь. Речной бассейн реки — (Верхняя) Обь до впадения Иртыша.